# Otto Nelte (Jurist)

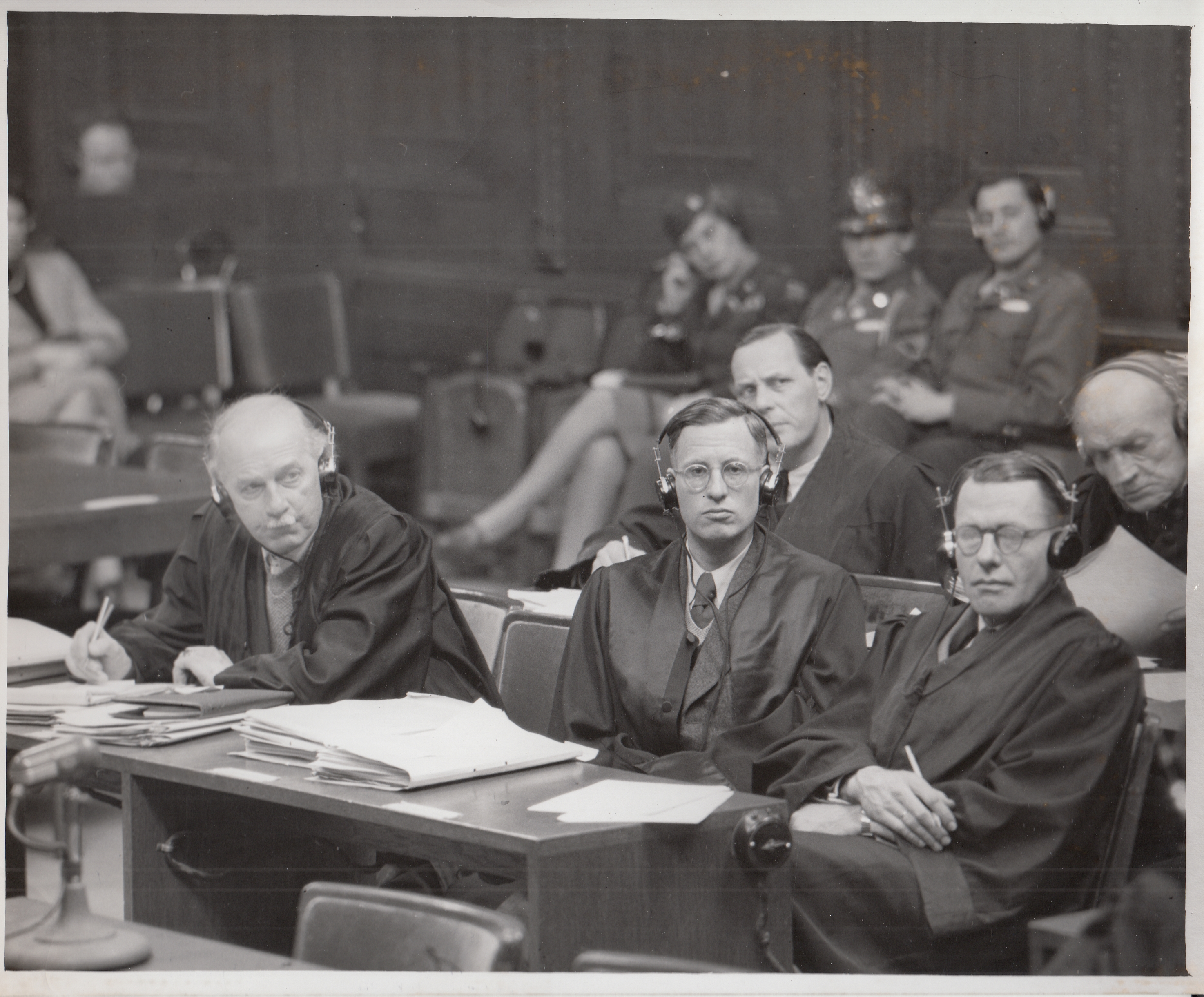
Otto Nelte (links) neben Hans Pribilla (Mitte) und Edmund Tipp (rechts) am 9. Dezember 1946 während des Ärzte-Prozesses

Otto Nelte (* 16. Februar 1887 in Gerresheim; † 6. Januar 1957 in Kassel) war ein deutscher Strafverteidiger und Wirtschaftsjurist.

## Werdegang
Nelte wurde als Sohn eines Landwirtes geboren und besuchte bis 1904 das Gymnasium in Montabaur. Bedingt durch einen Umzug seiner Eltern nach Frankfurt am Main wechselte er auf das dortige Lessing-Gymnasium. Nachdem er an Ostern 1906 sein Abitur machte, ging er an die Ruprecht-Karls-Universität Heidelberg, um dort Jura zu studieren. Er war dort Mitglied bei der Landsmannschaft Zaringia Heidelberg. Nach dem 4. Semester wechselte er an die Universität Bonn. In Bonn wurde er Mitglied der Landsmannschaft Teutonia. In Köln bestand er 1909 das Referendar-Examen. Im selben Jahr wurde er in Bonn zum Dr. jur promoviert. 1910 erhielt er an der Julius-Maximilians-Universität Würzburg den rechts- und staatswissenschaftlichen Doktorgrad. Das große juristische Staatsexamen legte er im Oktober 1913 ab. 
Von 1913 bis zu seinem Tod war er als Strafverteidiger und Fachanwalt für Steuerrecht beim Oberlandesgericht Köln zugelassen. Als Kriegsfreiwilliger zog Nelte in den Ersten Weltkrieg ein und wurde bei Verdun verwundet. Der Krieg endete für ihn als Leutnant, ausgezeichnet mit dem Eisernen Kreuz 2. Klasse.

## Berufsleben
International bekannt wurde Nelte vor allem als Strafverteidiger von Wilhelm Keitel im Nürnberger Prozess gegen die Hauptkriegsverbrecher. Außerdem war er Verteidiger von Heinrich Hörlein im I.G.-Farben-Prozess und von Siegfried Handloser im Nürnberger Ärzteprozess. Nach Handlosers Verurteilung zu lebenslanger Haft wurde Nelte im Mai 1951 nachträglich zu dessen Pflichtverteidiger für das Gnadenverfahren vor dem Clemency Board bestellt.
Nach den Nürnberger Folgeprozessen war Nelte als juristischer Berater für in- und ausländische Unternehmen tätig. In den 1950er Jahren war er Grubenvorstand und Vorstand der Zeche Vereinigte Constantin der Große.